# 20616 Zeeshansayed
20616 Zeeshansayed è un asteroide della fascia principale. Scoperto nel 1999, presenta un'orbita caratterizzata da un semiasse maggiore pari a 2,2341034 UA e da un'eccentricità di 0,0938160, inclinata di 8,16801° rispetto all'eclittica.
Porta il nome di Zeeshan Sayed, studente indiano di biochimica.